# Ferokaktus
Ferokaktus (bačvasti kaktusi, lat. Ferocactus), biljni rod u porodici kaktusa.

## Opis
Postoji blizu 30 vrsta kaktusa bačvastog oblika koji pripadaju ovom rodu, a rasprostranjeni su na jugozapadu SAD i sjeverozapadu Meksika, gdje rastu po pustinjama i mogu podnijeti jaku vručinu i smrzavanje. Tipičan oblik bačve dobiju tek kad izrastu. Većina ovih kaktusa raste pojedinačno, ali neki kao Ferocactus robustus i Ferocactus glaucescens rastu u skupini. Cvjetovi, ovisno o vrsti mogu biti žute, crvene, ljubičaste ili ružičaste boje.

## Uzgoj
- Zahtijevaju cjelodnevnu izloženost suncu. Ovi kaktusi trebaju malo vode i jako dobru drenažu.

## Vrste
1. Ferocactus chrysacanthus (Orcutt) Britton & Rose
2. Ferocactus cylindraceus (Engelm.) Orcutt
3. Ferocactus diguetii (F. A. C. Weber) Britton & Rose
4. Ferocactus emoryi (Engelm.) Orcutt
5. Ferocactus fordii (Orcutt) Britton & Rose
6. Ferocactus gracilis H. E. Gates
7. Ferocactus johnstonianus Britton & Rose
8. Ferocactus latispinus (Haw.) Britton & Rose
9. Ferocactus lindsayi Bravo
10. Ferocactus macrodiscus (Matt.) Britton & Rose
11. Ferocactus mathssonii (Berge ex K. Schum.) N. P. Taylor
12. Ferocactus peninsulae (F. A. C. Weber) Britton & Rose
13. Ferocactus pilosus (Salm-Dyck) Werderm.
14. Ferocactus pottsii (Salm-Dyck) Backeb.
15. Ferocactus robustus (Karw. ex Pfeiff.) Britton & Rose
16. Ferocactus santa-maria Britton & Rose
17. Ferocactus townsendianus Britton & Rose
18. Ferocactus uncinatus (Galeotti) Britton & Rose
19. Ferocactus viridescens (Torr. & A. Gray) Britton & Rose
20. Ferocactus wislizeni (Engelm.) Britton & Rose